# جون كلايد بوين
جون كلايد بوين (بالإنجليزية: John Clyde Bowen)‏ هو قاضي ومحامي أمريكي، ولد في 12 مايو 1888، وتوفي في 27 أبريل 1978.